# Nagajka

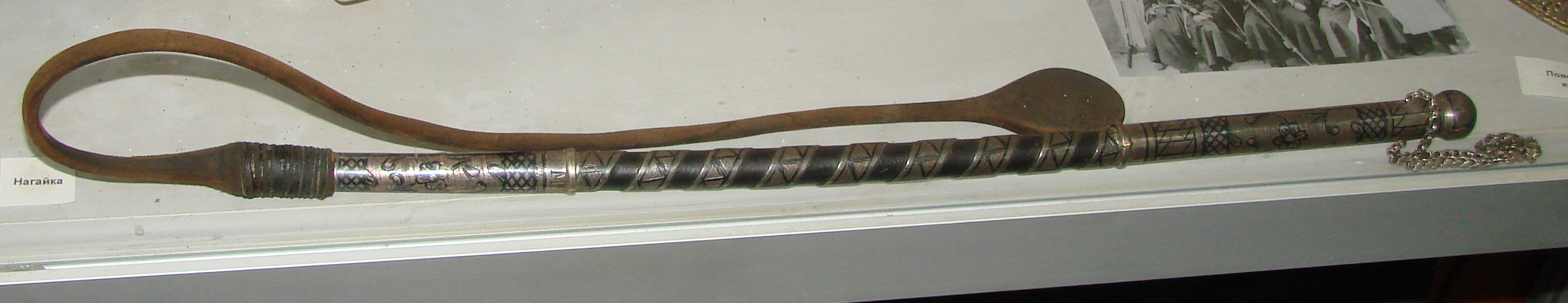
Nagyka

Nagajka (ryska нагайка), ett slags kort ridpiska från Ryssland med bly i snärten, användes i synnerhet av kosackerna.
|  | Wiktionary har en ordboksartikel om nagajka. |